# Forresters Point
Forresters Point is een dorp en local service district in de Canadese provincie Newfoundland en Labrador. De plaats bevindt zich aan de noordwestkust van het eiland Newfoundland.

## Geschiedenis
In 1988 kreeg Forresters Point voor het eerst beperkt lokaal bestuur doordat de plaats een local service district werd.

## Geografie
Forresters Point ligt aan de noordwestkust van het Great Northern Peninsula, het meest noordelijke gedeelte van Newfoundland. De plaats ligt vlak bij provinciale route 430, op 1 km ten zuiden van Black Duck Cove en 7 km ten noordoosten van Pond Cove. 
De plaats ligt aan de noordelijke kaap van Ste. Genevieve Bay. Current Island, een eiland bij de overgang van die baai in de Straat van Belle Isle, ligt amper 300 meter voor de kust van Forresters Point.

## Demografie
Demografisch gezien is de designated place Forresters Point, net zoals de meeste afgelegen dorpen op Newfoundland, aan het krimpen. Tussen 1991 en 2016 daalde de bevolkingsomvang van 290 naar 207. Dat komt neer op een daling van 83 inwoners (-28,6%) in 30 jaar tijd. Alle inwoners van het dorp zijn Engelstalig.
| Demografische ontwikkeling van Forresters Point tussen 1991 en 2021 |
| ------------------------------------------------------------------- |
|                                                                     |
| Bron: Statistics Canada (1991–1996, 2001–2006, 2011–2016, 2021)     |

Forresters Point is in het oosten gedeeltelijk vergroeid met Black Duck Cove, dat op zijn beurt vergroeid is met de designated place Pigeon Cove-St. Barbe. Tezamen vormen ze een bewoningskern van 474 inwoners (2021), die de facto de op twee na grootste plaats aan de Straat van Belle Isle is.